# ポーランド語版ウィキペディア

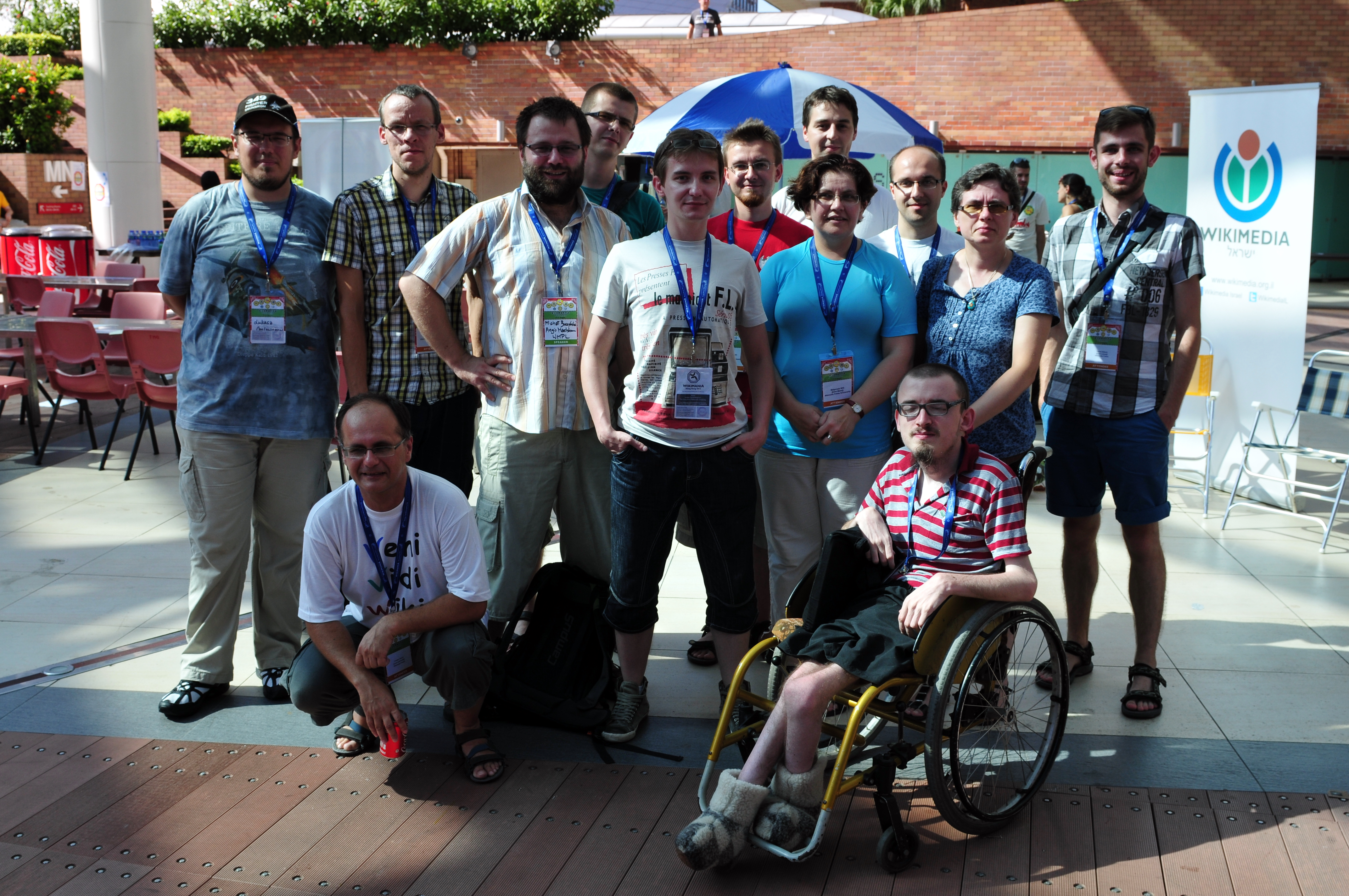
ウィキマニア2013でのポーランド語版ウィキペディアン

ポーランド語版ウィキペディア（ポーランドごばんウィキペディア、Wikipedia polskojęzyczna）はポーランド語で編集されているウィキペディアという電子版の百科事典である。2001年9月26日（現地時間）に開設され、2024年1月時点で約160万件の記事があり、これは全言語版中9位である。スラブ語派言語の中ではロシア語版ウィキペディアに次いで2番目に大きく、単一国家の公用言語としては最も大きい。
2016年4月時点の月間5回超の編集をする活発な編集者は1140名であった。

## 歴史
- 2016年4月時点の月間に5回以上の編集をする活発な編集者は1,140名であった。

ポーランド語版ウィキペディアは、2001年9月26日に、有志によるによる独立したプロジェクトとして、物理学者でウィキペディア編集者でもある Paweł Jochym と、医者の Krzysztof P. Jasiutowicz によって開設された。当初のサイトは前者の Jochym が運営する wiki.rozeta.com.pl ドメインに内包される形で立ち上げ、英語版ウィキペディア創設者の提案により、2002年1月12日にウィキペディアのhttpドメイン配下 http://pl.wikipedia.com として国際的なプロジェクトに組み込まれると、同年11月22日に個別ドメイン pl.wikipedia.org に移行した。サイバースクワッティング予防のため、wikipedia.pl ドメインを所有している。

### 年表

創立10周年記念のロゴ（2011年9月24-25日ポズナン開催）

- 2005年1月27日、ポーランドウィキペディアの創設者、Krzysztof P. Jasiutowicz と Paweł Jochym が、ワルシャワに所在する市民プラットフォーム（当時の旧称 Instytut Obywatelski）による、2004年度インターネット市民賞を受賞した[6]。
- 2005年7月、フランス語、ポーランド語、イタリア語の政府公式ページから自治体の統計をアップロードするようにプログラムされたbotのひとつtsca.botが、数ヶ月で4万以上の記事を作成した。
- 2005年9月4日、記事数がオランダ語版を越えたが、直後の9月9日、イタリア語版に越され7番目に大きな言語版になった。
- 2005年9月18日、記事数がスウェーデン語版を越えて6番目に大きな言語版になった。
- 2005年9月23日、イタリア語版を越えて5番目に大きな言語版になった。
- 2006年1月15日、日本語版を越えて4番目に大きな言語版になった。
- 2009年10月13日、ポーランドのIT企業の中で最も革新的であるとして、2009年ヤン・ウカシェヴィチ賞を受賞した[7][8]。
- 2011年5月12日、イタリア語版に抜かれ5位に戻った。
- 2011年9月24-25日、創立10周年記念の集会を開催（ポズナン[注 1]）
- 2011年10月26日、スペイン語版に抜かれて6番目に大きいウィキペディアとなった。
- 2011年10月30日、オランダ語版に抜かれて7番目に大きいウィキペディアとなった。記事数約84万。
- 2012年1月10日、再びスペイン語のウィキペディアを追い抜き第6位になった。記事数約87万。
- 2012年6月4日、90万記事に達した。
- 2012年10月15日、スペイン語版に抜かれ、再び7位となった。
- 2012年12月3日、ロシア語版に抜かれて、8位となった。
- 2013年6月15日、スウェーデン語版が万単位の記事を作成し、ポーランド語版は第9位となった。
- 2013年9月24日、記事数が100万に達した。

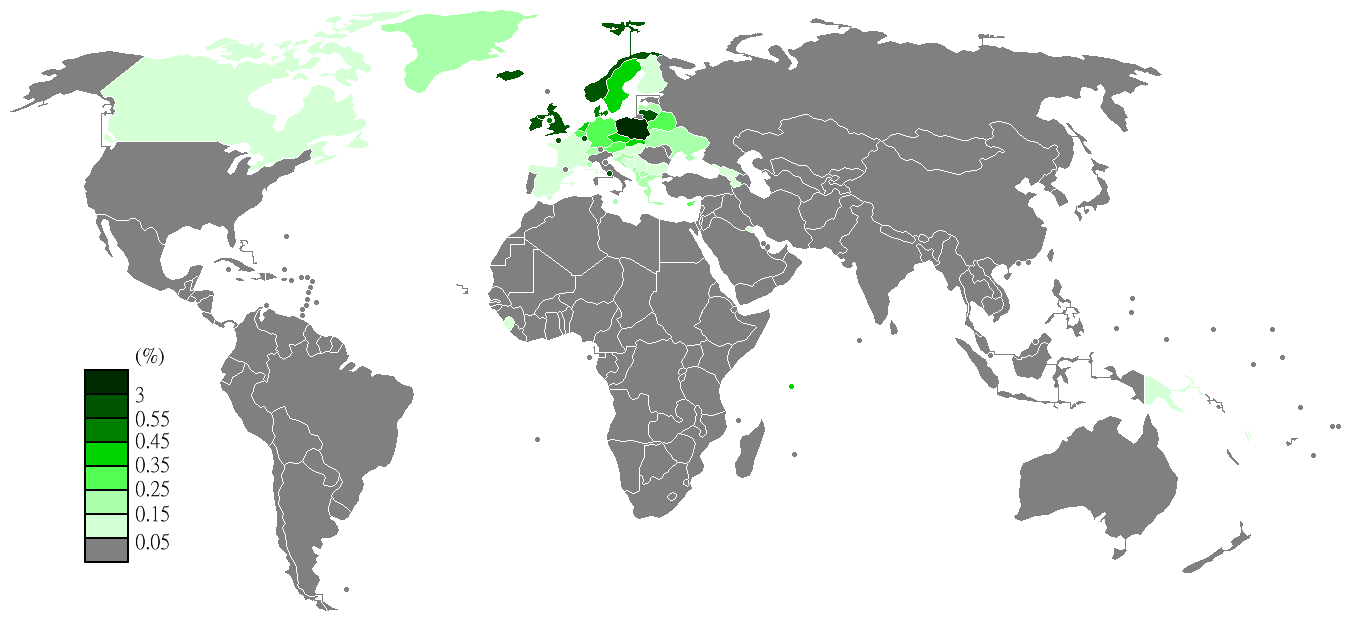
ポーランド語版ウィキペディアの国・地域別の閲覧回数（2011年–2012年）

## 特徴
当地のウィキペディアにも様々な特徴があるが、中でも際立っているのは日本語版のCategory:ウィキペディアンに相当するユーザーボックスの充実が挙げられる。とりわけ、様々な専門分野を扱う「専門分野別のウィキペディアン」（pl:Kategoria:Specjalności）のカテゴリが整っている。当地では「人名索引」（pl:Noty biograficzne）をはじめとする各種の索引類も整備が行き届いている。

## DVD版
雑誌の『Enter SPECIAL』にウィキペディアのポーランド語版を掲出した2005年8月、記事をまとめたDVDを発行した。ところが出版社は事前にウィキメディア財団と打ち合わせを行わず、著作権規約 GNU FDL 違反も発覚する。また再生用のソフトウェアはマイクロソフトWindows 98で不具合を起こした。
DVD 第2版はポーランド協会（ウィキメディア財団の国別提携団体）と国内の出版社 Helion の共同事業として立ち上がる。収載した記事は2006年6月4日以前の内容である。製作は同年9月24日に完成、価格を39ズウォティに設定して翌2007年7月末に市販された。

### 注
1. ↑  集会の音声録音と動画はウィキメディア・コモンズに収載、加えて YouTube のウィキメディア・ポーランド協会チャンネルで動画を視聴可能[9]。